# Han Jin Song
Dans ce nom, le nom de famille, Han, précède le nom personnel.
Han Jin Song, 8e duan de Tai Chi/Wushu, est un des principaux représentants du Tai chi chuan en Australie. 

## Biographie
- Entraîneur senior au Wushu / Tai Chi - Université des sports de Pékin, Chine (1984-1988)
- Entraîneur-chef de l'équipe nationale australienne de Wushu / Tai Chi (1995-2008)
- International Wushu / Tai Chi Judge (Grade A - le plus haut grade) - Accrédité par la Fédération internationale de wushu
- Entraîneur accrédité de niveau 3 (arts martiaux), Australian Coaching Council
- Membre exécutif - Comité technique de la Fédération internationale de wushu (1999-2008)